# محافظات السلطة الوطنية الفلسطينية

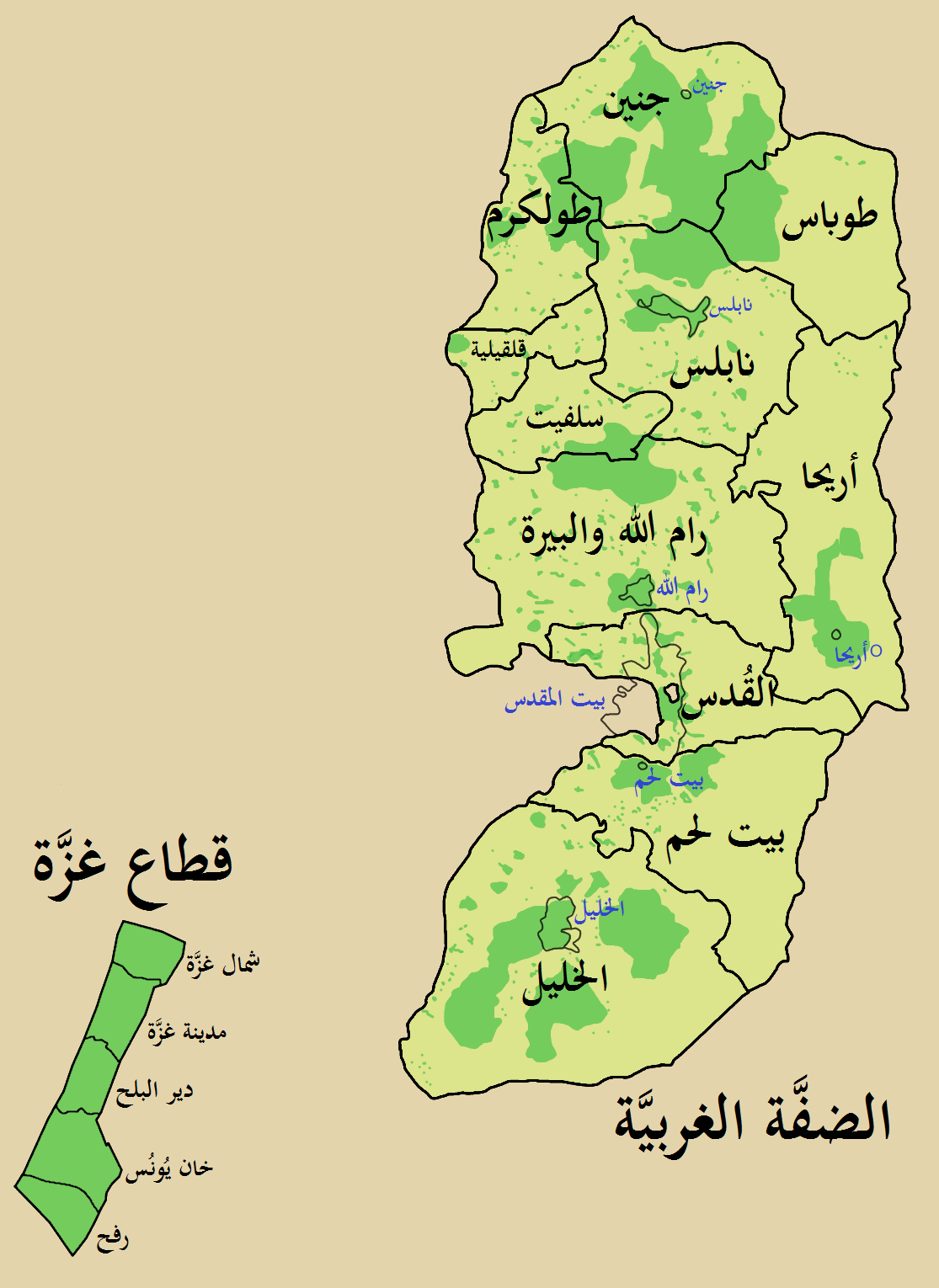
خريطة تظهر المحافظات والمناطق الخاضغة للسلطة الفلسطينية (مناطق أ باللون الأخضر)

تنقسم السلطة الوطنية الفلسطينية إلى ست عشرة محافظة، وتحتوي المحافظات على المدن والبلدات والقرى والمخيمات والخرب ومضارب البدو. ويرأس كل محافظة محافظ، يعينه رئيس السلطة الوطنية الفلسطينية. والمحافظ مسؤول عن الإدارة، والصحة العامة، والخدمات الاجتماعية، والتعليم، والسياحة والآثار، والأشغال العامة والإسكان، والنقل والمواصلات، والتجارة الداخلية، والزراعة، والصناعة، والمحافظة على الأمن العام والنظام والآداب العامة وحماية الحريات العامة وحقوق الموطنين. بلغ عدد سكان محافظات السلطة الفلسطينية في تعداد عام 2017 حوالي 4,780,978 نسمة.

## قائمة المحافظات
تنقسم محافظات السلطة الوطنية الفلسطينية إلى قطاعين منفصلين جغرافياً هما الضفة الغربية وقطاع غزة، وهي كالتالي:

### محافظات الضفة الغربية
| اسم المحافظة            | المساحة (كم²) | عدد السكان (2017) | عدد التقسيمات الإدارية | الموقع | ابرز المعالم | التقسيمات الإدارية |
| ----------------------- | ------------- | ----------------- | ---------------------- | ------ | ------------ | ------------------ |
| محافظة القدس            | 331.6 كم      | 435,483           | 28                     |        |              |                    |
| محافظة جنين             | 583 كم        | 314,866           | 64                     |        |              |                    |
| محافظة طوباس            | 402 كم        | 60,927            | 11                     |        |              |                    |
| محافظة طولكرم           | 300 كم        | 186,760           | 35                     |        |              |                    |
| محافظة نابلس            | 605 كم        | 388,321           | 57                     |        |              |                    |
| محافظة قلقيلية          | 166 كم        | 112,400           | 25                     |        |              |                    |
| محافظة سلفيت            | 204 كم        | 75,444            | 18                     |        |              |                    |
| محافظة رام الله والبيرة | 844 كم        | 328,861           | 67                     |        |              |                    |
| محافظة أريحا            | 593 كم        | 50,002            | 8                      |        |              |                    |
| محافظة بيت لحم          | 575 كم        | 217,400           | 35                     |        |              |                    |
| محافظة الخليل           | 997 كم        | 711,223           | 52                     |        |              |                    |
| المجموع                 | 5,860 كم      | 2,881,687         | 400                    |        |              |                    |

### محافظات قطاع غزة
| اسم المحافظة     | المساحة (كم²) | عدد السكان (2017) | عدد التقسيمات الإدارية | معلم | الموقع | التقسيمات الإدارية |
| ---------------- | ------------- | ----------------- | ---------------------- | ---- | ------ | ------------------ |
| محافظة شمال غزة  | 61 كم         | 368,978           | 4                      |      |        |                    |
| محافظة غزة       | 75 كم         | 652,597           | 4                      |      |        |                    |
| محافظة دير البلح | 56 كم         | 273,200           | 7                      |      |        |                    |
| محافظة خان يونس  | 108 كم        | 370,638           | 7                      |      |        |                    |
| محافظة رفح       | 65 كم         | 233,878           | 3                      |      |        |                    |
| المجموع          | 365 كم        | 1,899,291         | 25                     |      |        |                    |